# Guava Island
Guava Island ist ein US-amerikanischer Musikfilm. Die Regie wurde von Hiro Murai übernommen und das Drehbuch wurde von Stephen Glover geschrieben. Hauptdarsteller Donald Glover steuerte als Childish Gambino die Lieder This Is America, Summertime Magic und Feels Like Summer bei sowie weitere, bis dato noch nicht veröffentlichte Songs. Rihanna ist im Film in einer weiteren Hauptrolle ohne Gesangspart zu sehen.
Der Film wurde zum ersten Mal auf dem Coachella-Festival am 11. April 2019 in Amerika vorgestellt und gezeigt. Am 13. April wurde der Film von Amazon Studios über Prime Video veröffentlicht. Ebenso wurde der Film 18 Stunden lang nach der Premiere via Coachella Stream auf YouTube ausgestrahlt. Donald Glover war einer der Headliner am Coachella-Festival.

## Handlung
Deni Maroon, ein Musiker, lebt mit seiner Freundin Kofi auf der tropischen Insel Guava. Dort herrscht eine brutale Gruppe, die paramilitärische Red Cargo. Kofi arbeitet in einer Fabrik, die als Sweatshop dargestellt ist, Deni organisiert heimlich ein Musikfestival, dessen Veranstaltung die Red Cargo ablehnen. Der Konzertabend würde die Produktion der besonders wertvollen blauen Seide verzögern, die eine wichtige Einkommensquelle für die Gruppe darstellt. Der Machthaber der Paramilitärs, Red, lässt Deni entführen und droht Gewalt an, sollte ein Konzert stattfinden.
Am Abend der Veranstaltung stellt Red fest, dass alle seine Arbeiter die Produktionsstätte verlassen haben, um Denis Musik zu hören. Ein Attentäter erschießt Deni.